# Tom Moore
Thomas "Tom" Moore, känd som "Captain Tom", född 30 april 1920 i Keighley i West Yorkshire, död 2 februari 2021 i Bedford i Bedfordshire, var en brittisk soldat inom den brittiska armén som tjänstgjorde under andra världskriget. 
Under coronaviruspandemin 2020 blev Moore uppmärksammad för att vid 99 års ålder börjat gå långa sträckor med sin rullator för att kampanja för att samla in pengar till forskning om covid-19 samt för att stödja The National Health Service (NHS), den statliga brittiska sjukvården. Han samlade till slut ihop över 32 miljoner pund (cirka 370 miljoner kronor). För sina insatser blev han adlad samma år (2020) av den brittiska drottningen.
Han avled den 2 februari 2021, 100 år gammal, efter att själv ha drabbats av covid-19.